# Catalogne (canton)
Pour les articles homonymes, voir Catalogne (homonymie).
Catalogne est un canton canadien de l'est du Québec situé dans la région administrative du Bas-Saint-Laurent dans la vallée de la Matapédia.  Il fut proclamé officiellement le 27 janvier 1940.  Il couvre une superficie de 31 161 hectares.

## Toponymie
Le toponyme Catalogne est en l'honneur de Gédéon de Catalogne (1662 - 1729) arrivé à Québec en 1683 en tant que soldat qui était ingénieur.